# 山姆·谢泼德
塞缪尔·谢泼德·罗杰斯三世（1943年11月5日—2017年7月27日），又名山姆·谢泼德（英語：Sam Shepard），美国演员、剧作家、作家、编剧和导演，活跃半个世纪。他获得10项奥比奖编剧和导演奖，超越任何编剧和导演。他写过44部喜剧、多篇短篇故事、论文和回忆录。1979年，谢泼德凭借戏剧《被埋葬的孩子》赢得普利策戏剧奖，又凭借1983年电影《太空先锋》扮演的航天员查克·叶格一角，获得奥斯卡最佳男配角奖提名。《纽约》称他是“当代美国最伟大的剧作家”。
谢泼德的戏剧悲凉，富有诗意，经常有超现实主义元素，有黑色用墨，聚焦于生活在美国社会郊区的人物。他的风格多年来不断演变，从早期的外外百老汇变成《被埋葬的孩子》和《饥饿阶级的诅咒》的现实主义。
因肌萎缩性脊髓侧索硬化症并发症，2017年7月27日于肯塔基家中逝世，享年73岁。

## 延伸阅读
- Radavich, David. "Back to the (Plutonian) Midwest: Sam Shepard's The God of Hell". New England Theatre Journal 18 (2007): 95–108.
- Radavich, David. "Rabe, Mamet, Shepard, and Wilson: Mid-American Male Dramatists of the 1970s and '80s". The Midwest Quarterly XLVIII: 3 (Spring 2007): 342–58.
- Shewey, Don. . Cambridge, Massachusetts: Da Capo Press. 1997. ISBN 978-0-306-80770-1.
- Ryder Howe, Benjamin; McCulloch, Jeanne; Simpson, Mona. . The Paris Review. 1997, (142)  [2020-10-02]. （原始内容存档于2020-05-20）.
- Corrigan, Michael. . Atticus Review. May 12, 2015  [September 4, 2017]. （原始内容存档于2020-08-07） （美国英语）.
- Winters, John. . Berkeley, California. 2017. ISBN 9781619027084. OCLC 960836493.